# غويلرمو ريفارولا
غويلرمو ريفارولا (بالإسبانية: Guillermo Rivarola)‏ هو مدرب كرة قدم ولاعب كرة قدم أرجنتيني في مركز الدفاع، ولد في 11 أكتوبر 1968 في Villa Huidobro ‏ في الأرجنتين. لعب مع ريفر بليت وسانتوس لاغونا ونادي باتشوكا ونادي راسينغ ونادي سان لورينزو ونادي مونتيري.

## وصلات خارجية
- غويلرمو ريفارولا على موقع قاعدة بيانات كرة القدم.إي يو (الإنجليزية)
- غويلرمو ريفارولا على موقع عالم كرة القدم.نت (الإنجليزية)